# Carel Willink
Albert Carel Willink (Amsterdam, 7 marzo 1900 – Amsterdam, 19 ottobre 1983) è stato un pittore olandese.
Willink è stato un famoso pittore olandese la cui arte rientra nei canoni del Realismo magico.

Più propriamente l'artista preferiva definirlo con il termine di Realismo immaginario.

## Biografia
Nato in Amsterdam da Jan Willink, di professione meccanico, e Wilhelmina Altes, fu incoraggiato alla pittura dal padre, pittore dilettante.
Dopo brevi studi di medicina intraprese quelli di architettura a Delft dal 1918 al 1919. Si recò poi in Germania per iscriversi all'Accademia di Düsseldorf, ma non vi fu accettato. Per breve tempo frequentò la Staatliche Hochschule a Berlino.
I suoi primi lavori erano di modi espressionistici, e poi anche astratti che espose nel 1923.

Dal 1924, influenzato dal Picasso Neoclassico e soprattutto da Léger, adotta uno stile figurativo; verso la fine degli anni '20 arriva al Realismo magico in relazione all'influenza della pittura metafisica di Giorgio De Chirico.
La sua pittura realistica spesso rappresenta ritratti, scene o situazioni sottilmente inquietanti che si svolgono davanti ad edifici di imponente architettura.

Nel 1935 è definitivamente ad Amsterdam dove continua a lavorare fino alla sua morte.